# Валтер Функ
Валтер Емануел Функ (Данзкехмен, 18. август 1890 — Диселдорф, 31. мај 1960) био је утицајни нацистички званичник.

## Детињство и младост
Рођен је 18. августа 1890. године у трговачкој породици у месту Данзкехмен. Рођен је као син Валтера Функа старијег и његове супруге Софије (девојачко: Урбшат). Студирао је право, економију и политику на универзитетима у Берлину и Лајпцигу. У Првом светском рату придружио се пешадији, али избачен је 1916. Функ се 1919. оженио Луизом Шмит-Зибен. Након рата радио је као новинар, а 1922. радио је као уредник у престижним новинама Берлинер Берзенцајтунг.

## Политички живот
Функ, националиста и антимарксиста, дао је отказ у новинама у лето 1931. и придружио се НСДАП-у. Тако је постао ближи са Грегором Штрасером који је договорио његов први састанак са Адолфом Хитлером. Делом због свог интереса за економију, Функ је 1932. изабран за изасланика Рајхстага, а унутар странке је дошао на позицију председника Комитета за Економску Политику у децембру 1932. Ту позицију није дуго обављао. Након доласка нациста на власт, дао је отказ на позицију изасланика и постао је извршни штампар и издавач у Трећем рајху. Од 1938. до 1945. обављао дужност министра економије Трећег рајха.

## Каријера у Трећем рајху
- У марту 1933, Валтер Функ је постављен на позицију државног секретара у Министарству пропаганде.
- Године 1938. постаје Главни опуномоћеник за економију (Wirtschaftsbeauftragter).
- Исте те године, у фебруару, постао је и министар економије заменивши Хјалмара Шахта који је добио отказ у новембру 1937.
- У априлу 1939. Функ је постао и председник Рајхсбанке, опет заменивши Шахта.
- У септембру 1943. постао је члан Централног колегијума за планирање.

## Нирнбершки процес
Упркос слабом здрављу, Функу се судило заједно са осталим нацистичким ратним злочинцима на Нирнбершком процесу. Функ је оптужен: за заверу за чињење злочина против мира, за планирање и иницирање агресивних сукоба, за ратне злочине и злочине против човечности. Он је изјавио да упркос својим титулама није имао велику моћ у нацистичкој странци. Геринг га је описао као „неважног подређеника“, али документовани докази и његова ратна биографија Валтер Функ, живот економије коришћени су као докази против њега. Функ је по 2, 3. и 4. тачки оптужнице осуђен на доживотни затвор.
Функ је држан у затвору Шпандау заједно са осталим доживотно заробљеним нацистима, али 1957. године је пуштен због лошег здравља. Умро је три године касније, и то 31. маја 1960. године.